# Ліпняк (гміна Шиплішкі)
Ліпняк (пол. Lipniak) — село в Польщі, у гміні Шиплішки Сувальського повіту Підляського воєводства.
Населення — 119 осіб (2011).
У 1975-1998 роках село належало до Сувальського воєводства.

## Демографія
Демографічна структура станом на 31 березня 2011 року:
|          | Загалом | Допрацездатний вік | Працездатний вік | Постпрацездатний вік |
| -------- | ------- | ------------------ | ---------------- | -------------------- |
| Чоловіки | 54      | 14                 | 38               | 2                    |
| Жінки    | 65      | 20                 | 33               | 12                   |
| Разом    | 119     | 34                 | 71               | 14                   |